# Puxieux
Puxieux je francouzská obec v departementu Meurthe-et-Moselle v regionu Grand Est. V roce 2014 zde žilo 256 obyvatel.

## Poloha obce
Sousední obce jsou: Chambley-Bussières, Mars-la-Tour, Sponville, Tronville a Xonville.

## Vývoj počtu obyvatel
Počet obyvatel